# Dolden-Milchstern
Der Dolden-Milchstern (Ornithogalum umbellatum), auch Doldiger Milchstern oder auch Stern von Bethlehem genannt, ist eine Pflanzenart aus der Gattung der Milchsterne (Ornithogalum) innerhalb der Familie der Spargelgewächse (Asparagaceae). Er gehört zu einer als Ornithogalum umbellatum-Aggregat bezeichneten, sehr vielgestaltigen und bislang auch in Mitteleuropa nicht völlig geklärten Artengruppe.

## Beschreibung

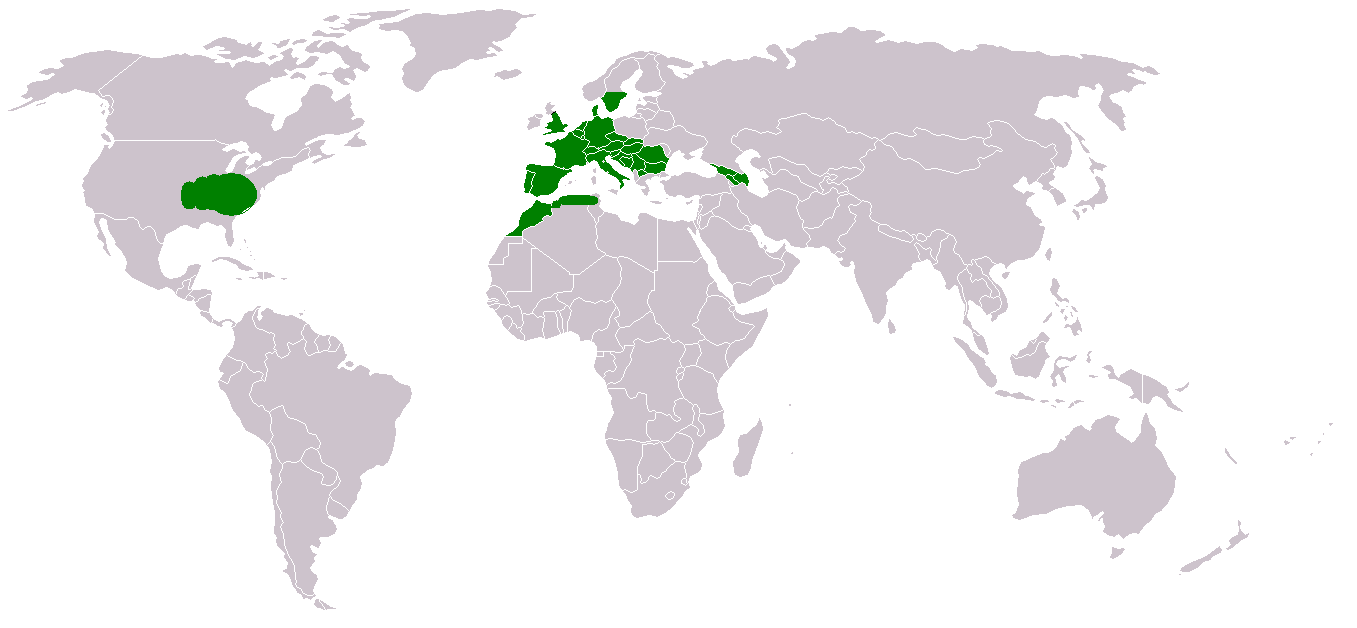
Verbreitungskarte

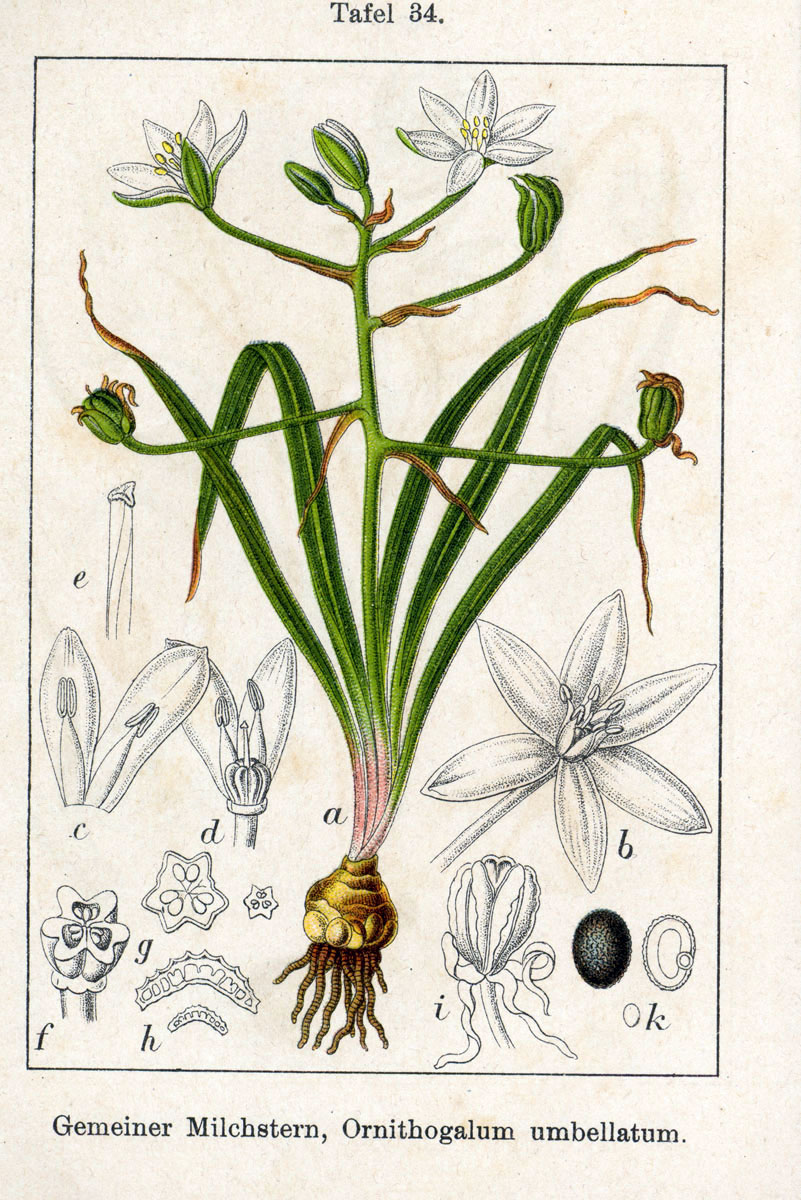
Illustration

### Vegetative Merkmale
Der Dolden-Milchstern im engeren Sinne wächst als ausdauernde krautige Pflanze und erreicht Wuchshöhen zwischen 10 und 30 cm. Diese Geophyten bilden Zwiebeln als Überdauerungsorgane aus, die von vier bis fünf relativ großen, spitzen, schon im ersten Jahr austreibenden und Laubblätter tragenden Brutzwiebeln umgeben sind. Die vorjährigen Zwiebelblätter sind miteinander verwachsen. Die im Februar erscheinenden meist vier bis sechs (selten bis zu neun) grundständigen Laubblätter sind 2 bis 6 Millimeter breit, einfach parallelnervig und besitzen einen weißen Mittelstreif. Während die Blätter vor der Blütezeit meist kräftig grün gefärbt sind und aufrecht stehen, werden sie zur Blüte länger und weicher, so dass sie beginnen herabzuhängen. Nach der Blütezeit vergilben die Blätter bald und sterben oberirdisch ab: Die Pflanze „zieht ein“.

### Generative Merkmale
Fünf bis zwölf Blüten sind in einer kurzen Schirmtraube zusammengefasst. Die zwittrigen, radiärsymmetrischen Blüten sind dreizählig. Die sechs gleichgestalteten Blütenhüllblätter (Tepalen) sind weiß, unterseits grünlich oder mit grünem Mittelstreif, sind 15 bis 22 Millimeter (selten bis 30 mm) lang und 4 bis 8 Millimeter breit. Es sind zwei Kreise mit je drei Staubblättern vorhanden, von denen die äußeren eine Länge von 5 bis 7 mm und die inneren eine Länge von 6 bis 8 mm aufweisen. Die einfachen bis zu 3 mm breiten Staubfäden sind abgeflacht. Drei Fruchtblätter sind zu einem 5 bis 6 mm langen Fruchtknoten verwachsen, der sechs deutliche, abgerundete Längsleisten aufweist und an der Spitze gelb ist. Der Griffel ist 3 bis 4 mm lang. Die Blütezeit reicht von April bis Juni.
Die unteren Fruchtstiele sind auch zuletzt aufrecht-abstehend und nicht zurückgeschlagen. Die dreifächerige, geflügelte, fleischige Kapselfrucht ist gestutzt und enthält viele Samen.
Der Dolden-Milchstern im engeren Sinne ist triploid mit einer Chromosomenzahl von 2n = 27. Es gibt nahe verwandte Sippen mit diploidem (2n = 18), tetraploidem (2n = 36), pentaploidem (2n = 45) und hexaploidem (2n = 54) Chromosomensatz.

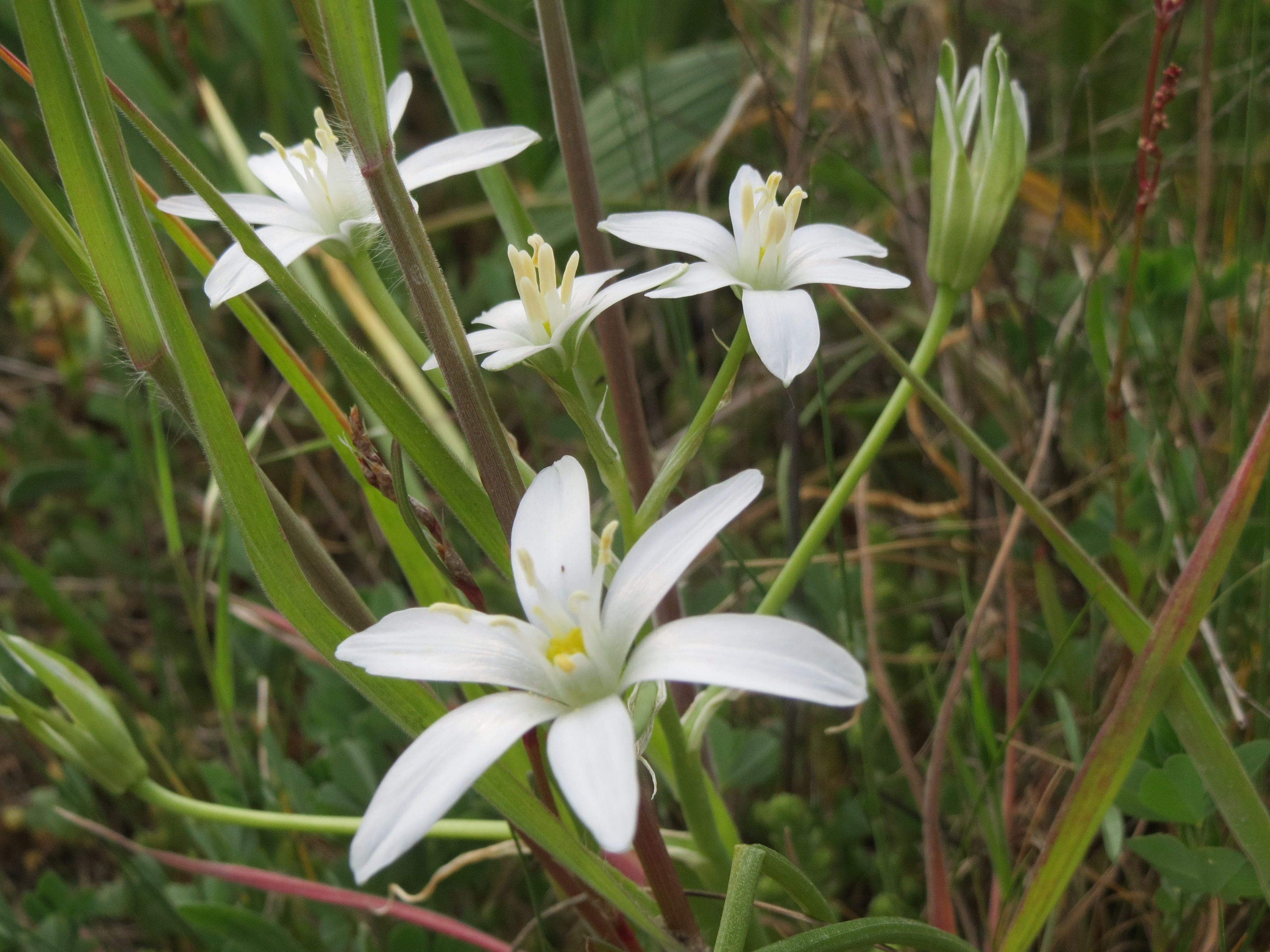
Dolden-Milchstern (Ornithogalum umbellatum)

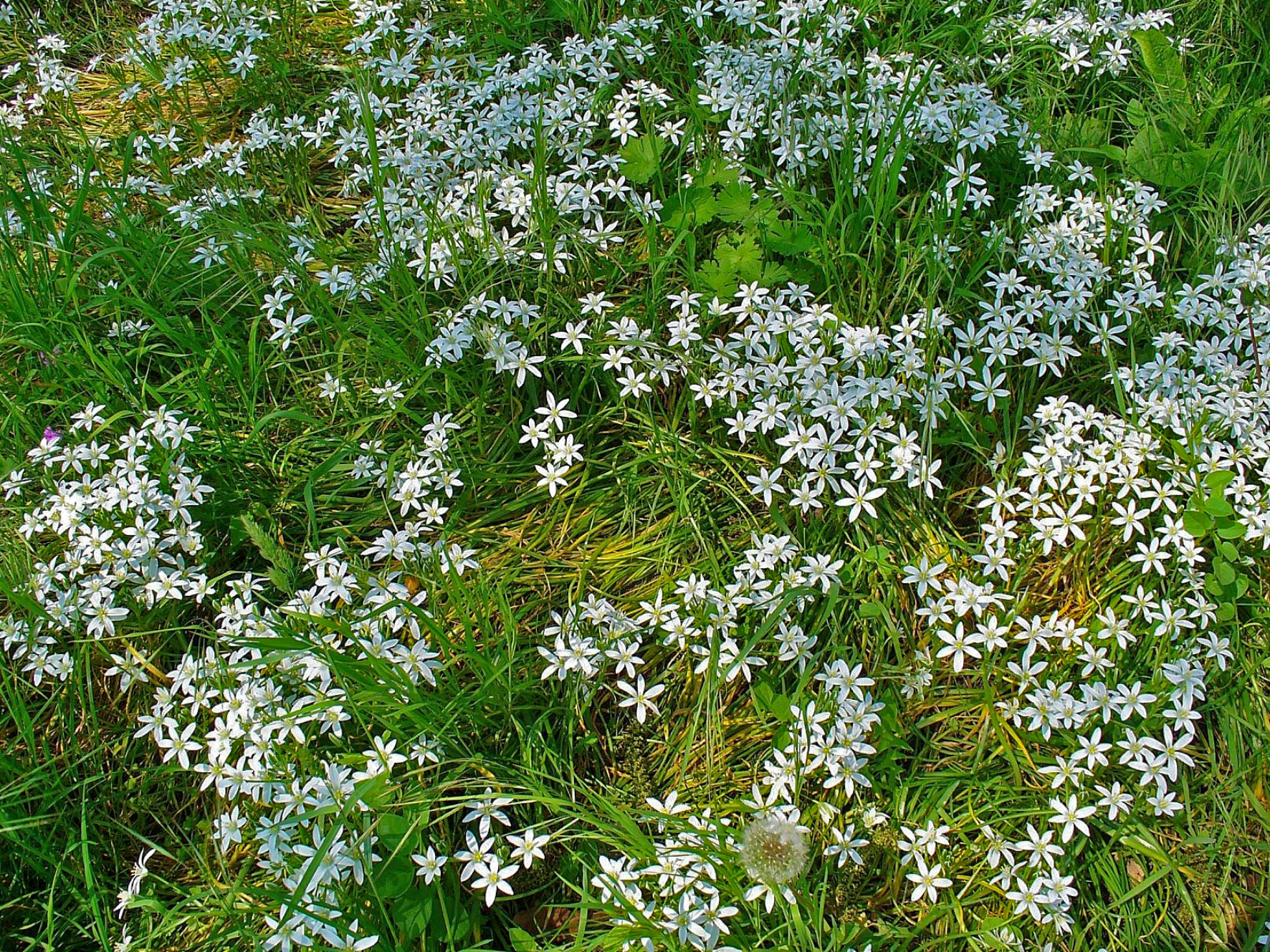
Bestand des Dolden-Milchsterns (Ornithogalum umbellatum)

## Vorkommen
In Deutschland ist er weit verbreitet und nicht gefährdet. In Österreich kommt er zerstreut bis selten in allen Bundesländern außer Vorarlberg (ausgestorben) vor. In der Schweiz kommt er im Mittelland, im Jura und im südlichen Tessin vor, in den Nordalpen, im Wallis und Graubünden ist er selten. 
In Nordamerika ist er ein Neophyt.
Als Standort bevorzugt der Dolden-Milchstern Wegränder, Weinberge und trockene bis frische Wiesen. Er wächst gerne auf lehmigen Böden. Er ist relativ selten, jedoch kommt er dort, wo er wächst, meist gehäuft vor. Er gedeiht meist in der Assoziation des Geranio-Allietum aus dem Verband Euphorbio-Fumarion, kommt aber auch in Gesellschaften der Ordnung Arrhenatheretalia oder des Verbands Alliarion vor.

## Ökologie
Der Dolden-Milchstern ist ein Zwiebel-Geophyt; seine Zwiebeln liegen in 2 bis 4 cm Tiefe. Die Frühjahrsblätter ziehen früh ein und sind im Sommer nicht mehr sichtbar. Die grundständigen Blätter sind fleischig-rinnig und leiten so das Wasser zu den Wurzeln.
Die Blüten sind vorweibliche, bei Sonnenschein geöffnete „Nektar führende Scheibenblumen“; in Deutschland sind sie oft steril. Der Nektar wird am Rand der Fruchtblätter abgeschieden (Septalnektarien) und läuft an deren Außenfurchen herab. Von den Staubbeuteln öffnen sich zuerst die 3 äußeren, dann die 3 inneren. Neben zwittrigen Pflanzen kommen auch solche mit sich nicht öffnenden Staubbeuteln vor; die Pflanze ist also gynodiözisch. Die Blüten werden durch Insekten bestäubt oder es erfolgt Selbstbestäubung, z. B. wenn die Blüten bei trübem Wetter oder nachmittags schließen, oder wenn sich die Staubbeutel vor dem Abblühen zur Narbe hin bewegen.
Die Früchte unterliegen der Schwerkraftausbreitung. Die Samen besitzen einen Ölkörper und werden durch Ameisen ausgebreitet (Myrmekochorie). In Mitteleuropa erfolgt aber oft kein Samenansatz.
Vegetative Vermehrung erfolgt durch die kleinen, nur spärlich angelegten Brutzwiebeln, die z. B. durch Wühlmäuse, aber auch durch den Menschen mit Ackererde verschleppt werden.

## Systematik
Der wissenschaftliche Name Ornithogalum umbellatum wurde 1753 von Carl von Linné in Species Plantarum erstveröffentlicht. Dieser Name wurde von William Thomas Stearn durch die von dem französischen Botaniker Paul Reneaulme gezeichnete Abbildung einer Pflanze lektotypisiert, die aus dem Loiretal stammt und die Merkmale des triploiden Cytotyps aufweist. Ein Synonym ist Ornithogalum angustifolium Boreau.
Die Einteilung des Ornithogalum umbellatum-Aggregats in verschiedene Arten oder Unterarten ist Thema aktueller botanischer Forschung. Zum Ornithogalum umbellatum-Aggregat gehören die Arten Ornithogalum divergens Boreau, Ornithogalum vulgare Sailer sowie im weiteren Sinne Sippen wie Ornithogalum tenuifolium, Ornithogalum gussonii, Ornithogalum orthophyllum, Ornithogalum kochii und viele mehr.

## Giftigkeit
Besonders giftig sind die Zwiebeln; sie enthalten die Cardenolide Convallatoxin (0,04 %) und Convallosid, die besonders stark auf das Herz wirken. Die biologische Aktivität ist in den Zwiebeln zur Hochblüte am höchsten. Die Giftigkeit der Zwiebeln von Milchsternen kommt auch in der regionalen Bezeichnung als „Gärtnertod“ zum Ausdruck.